# Lapuanjoki
Le fleuve de Lapua (en finnois : Lapuanjoki) est un cours d'eau  d'Ostrobotnie du Sud en Finlande,.

## Description
Le fleuve de Lapua part du Sapsalampi à Alavus et coule initialement sous le nom de Pahajoki sur environ 20 kilomètres jusqu'à l'Alavudenjärvi, où le fleuve continue à travers Kuortane, Lapua et Kauhava, déversant son eau dans le golfe de Botnie à Uusikaarlepyy.
Le Lapuanjoki a entre-autres affluents, les rivières Lakajoki, Kaarankajoki, Uitonluoma, Tiistenjoki, Tiisipuro, Kätkänjoki, Nurmonjoki, Kauhavanjoki et Töysänjoki.
La Lapuanjoki traverse le lac Kuortaneenjärvi.

## Histoire
Il y a 4000 ans, le lac Näsijärvi de Tampere s'ecoulant dans ke golfe de Botnie par le Lapuanjoki.
À la suite du rebond post-glaciaire, le Näsijärvi à ateint la rivière Kokemäenjoki dans laquelle il s'écoule aujourd'hui.